# Millport (Nowy Jork)
Millport – wieś w Stanach Zjednoczonych, w stanie Nowy Jork, w hrabstwie Chemung.